# 체칠리아 갈레라니

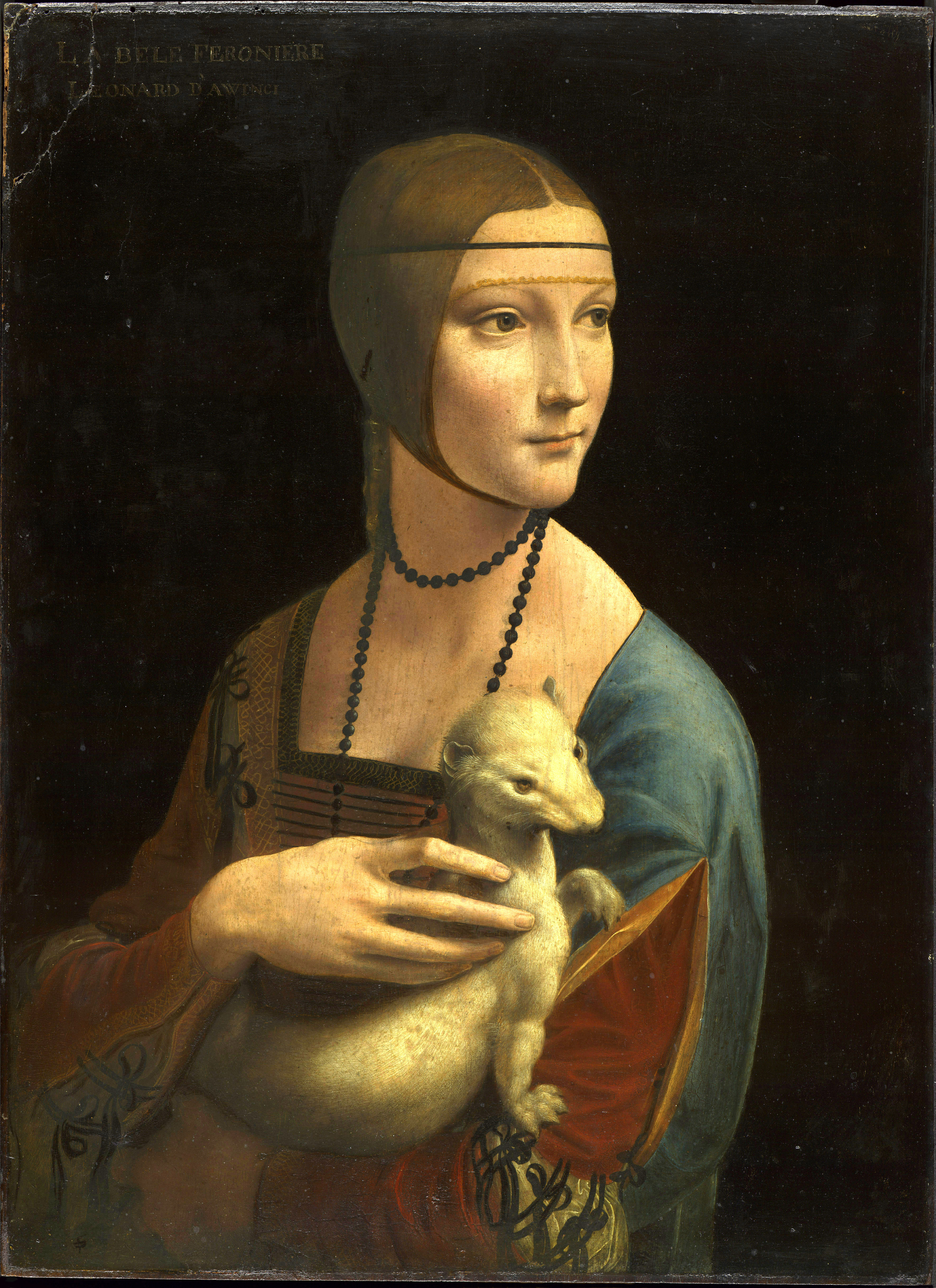

체실리아 갈레라니(Cecilia Gallerani, 밀라노, 1473년 - 1536년)는 귀족 가문 출신으로 루도비코 스포르차(Ludovico Maria Sforza) 일명 "일 모로(il Moro)"의 정부 중 한 명이었다. 크로체(Croce)의 산 조반니(( San Giovanni in Croce) 성을 영지로 하는 "일 베르가미노( il Bergamino)"로 불리는 루도비코 카르미나티 드 '브람빌라'(Ludovico Carminati de 'Brambilla)의 아내이다.

### 생애
파지오 갈레라니(Fazio Gallerani)와 마르게리타 데 '부스티(Margherita de 'Busti)'의 딸인 그녀는 레오나르도 다빈치의 유명한 그림인 흰 담비를 안은 여인( La dama con l'ermellino, 1488)를 위해 포즈를 취한 것으로 유명하다.
갈루라 출신 중 갈레라니(Gallerani) 가문은 체실리아의 할아버지 시게리오 갈레라니(Sigerio Gallerani)가 겔프(guelfa)의 진격 때문에 비스콘티 수도로 피신할 수밖에 없었던 15세기 초에 밀라노에 도착했다. 여기서 그는 이후인 1450년 그의 아들이자 체실리아의 삼촌인 아들 바르톨로메오(Bartolomeo)가 물려받은 공직을 시작한다. 이는 체실리아의 아버지 파지오에게 1467년 미망인이었던 비앙카 마리아(Bianca Maria) 공작부인의 청원수리관(referendario)로서의 문을 열어주었다. 공작 궁정에서 갈레라니 가문의 역할은 그 가족이 높은 생활수준을 유지하고 브리안자(Brianza)에 많은 토지를 가질 수 있도록 해주었다. 그러나 외국인인 그들은 당시 밀라노 귀족들 명단에는 포함되지 않았다.
1437년 산타 마리아 벨트레이드(Santa Maria Beltrade)의 교구 아래 있던 저택에서 할아버지는 온 가족을 산 심플레치아노(San Simpleiciano)의 교구 아래 포르타 코마시나(Porta Comasina) 근처의 집으로 옮겼다. 그곳에서 1473년 체칠리아가 7남매 중 하나로 태어났다.
66세의 나이에 체칠리아의 아버지가 돌아가셨고, 그 가족에게는 경제적으로 어려운 시기를 겪는다. 그래서 체칠리아의 교육은 아마도 학자들의 딸인 체칠리아의 어머니가 보살펴 주었을 것이다.
1482년, 레오나르도가 루도비코 일 모로(Ludovico il Moro)를 위해 밀라노에 도착했을 때, 체칠리아는 9살이었다.
1483년 체칠리아는 열 살이었고, 그녀의 가족은 그녀의 수도적인 삶을 피하기 위해 그녀와 스테파노 비스콘티(Stefano Visconti) 사이의 결혼 계약을 체결했고, 이는 결혼하지 않은 딸들을 위한 일반적인 관행이었다. 그 후 1487년 이 계약은 취소된다.
1489년 체칠리아의 서명은 불안정한 경제형편으로 그녀와 그녀의 형제들이 몇 년 전에 몰수된 아버지의 땅을 돌려달라고 요청한 법원에 제출된 탄원서에 나타난다. 이 문서는 레오나르도의 그림, 즉 루도비코 일 모로와의 만남 덕분에 그의 얼굴을 현재로 이끄는 주요 사건을 재구성하는 데 기본이 된다. 사실 체칠리아와 형제들의 서명 외에 그들의 거주지는 등록되어 있지만 체칠리아는 집안의 형제들과는 달리 그곳에 거주하지 않고, 새로운 수도원의 교구에 거주하고 있었다.
열여섯 살의 체칠리아는 아직 미혼이며, 공부를 계속하기 위해 수녀원으로 피신하지 않고 밀라노 시에서 독립적으로 살고 있다는 사실은 이미 공작의 존재를 나타낸다. 이 이론을 뒷받침하는 것으로 같은 해에 모로로부터 의뢰를 받은 레오나르도의 그림의 날짜가 있다.
체칠리아가 법정에 공식적으로 출석한 것은 1490년 경으로 거슬러 올라간다. 자코포 트로티(Jacopo Trotti) 에스텐스(Estense) 대사는 아라곤의 이사벨라와 Gian Galeazzo Sforza가 결혼한 직후, 트롯티 공작에게 보낸 편지에서 다음과 같이 밝히고 있다.
“루도비코의 악은 어디서나 그와 함께 있고, 그의 모든 것을 원하는 수년간 관계를 가지고 있는 아주 아름다운 정부(puta)로부터 기인한다.” (Jacopo Trotti, "La Dama con l'ermellino"에서 다니엘라 피차갈리가 보고한 편지를 발췌)
따라서 아이들에게 사용되는 "puta(매춘부)"라는 용어는 당시 16세였던 갈레라니의 나이를 의미한다.
체칠리아는 그림을 위해 포즈를 취하는 동안 레오나르도에 감사할 수 있었고, 그의 특별한 자질을 이해할 수 있었다. 철학과 문화가 논의된 밀라노의 학자와 지식인 모임에 그를 초대했다. 체칠리아 자신이 이 회의들 중 일부를 주재했다.
갈레라니 백작 부인은 잘 교육된 여성으로 라틴어에 능통하고 노래와 글쓰기를 주된 관심사로 삼았다. 체칠리아는 루도비코 일 모로의 아들인 체사레(Cesare)를 낳았다. 모로가 베아트리체 데스테(Beatrice d’Este)와 결혼하고 나서도 스포르자의 집에 남아 있던 그녀는 아들을 낳았을 때 루도비코에 의해 궁정에서 쫓겨나 여러 자산과 재산을 선물로 받았다. 이 가운데에는 카르마뇰라성(Palazzo Carmagnola)이 있는데, 이는 그녀의 덕택에 최초의 문학 서클 중 하나가 설립되고, 대화와 사회적 게임을 위한 패션이 탄생한다.
만토바의 이사벨라 데스테(Isabella d'Este )로부터 2년간 피난한 후, 베아트리체 데스테(Beatrice d’Este)가 죽은 후 스포르자와 함께 밀라노로 돌아왔다. 1492년 7월 27일, 루도비코 카르미나티 "일 베르가미노" 백작과 결혼한다. 체칠리아는 현재 크로체의 산 조반니에 있는 빌라 메디치 델 바셀로라는 베르가미노 거주지에서 예술가, 시인, 작가들과 수많은 회의를 가졌으며 남편의 성을 쾌적한 장소로, 높은 문화적 인격을 가진 사람들에게 개방하였다.
체칠리아는 63세에 죽었다.